# Vanessa E. Williams
Vanessa E. Williams, född som Vanessa Estelle Williams, den 12 maj 1963 i Brooklyn i New York, är en amerikansk skådespelerska och producent. Hon är, inom filmvärlden, bland annat känd för att spela rollen som Keisha, i kriminaldramafilmen New Jack City, och Anne-Marie McCoy, i den första och fjärde filmen i Candyman-serien. Hon är också känd för att spela rollen som Rhonda Blair, i såpoperan Melrose Place.
Williams var från november 1992 till april 2018 gift med Andre Wiseman, med vilken hon har två söner, födda 1997 och 2003. Hon har också studerat teater och företagsledning, på Marymount Manhattan College, beläget på Upper East Side i New York.

## Filmografi (i urval)

### Filmer
- 1991 – New Jack City
- 1992 – Candyman
- 1994 – Drop Squad
- 1996 – Mamma
- 2002 – De magiska skorna
- 2007 – Ice Spiders
- 2008 – Flirting with Forty
- 2009 – Imagine That
- 2018 – Thriller
- 2021 – Candyman

### TV-serier
- 1989–1991 – Cosby (TV-serie)
- 1990 – I lagens namn (TV-serie)
- 1992–1993 – Melrose Place (TV-serie)
- 1995 – På spaning i New York (TV-serie)
- 1995–1996 – Murder One (TV-serie)
- 1996 – Chicago Hope (TV-serie)
- 1997 – Lilla Djungelboken (TV-serie) (röst)
- 1998 – Kameleonten (TV-serie)
- 1999 – Total Recall 2070 (TV-serie)
- 2003 – E! True Hollywood Story (TV-serie)
- 2007 – Cold Case (TV-serie)
- 2008–2009 – Lincoln Heights (TV-serie)
- 2009 – Knight Rider (TV-serie)
- 2009 – Everybody Hates Chris (TV-serie)
- 2015–2023 – The Flash (TV-serie)
- 2016–2022 – Våra bästa år (TV-serie)
- 2017 – Major Crimes (TV-serie)
- 2017–2018 – Famous in Love (TV-serie)
- 2021 – American Horror Stories (TV-serie)
- 2021–2022 – 9-1-1 (TV-serie)
- 2021–2023 – The L Word: Generation Q (TV-serie)